# 專業會議
專業會議是过去香港立法會中的一个由无党派議員组成的建制派功能組別松散政治联盟，成立於英屬香港立法局時期，當時稱為早餐派（因該聯盟的議員都通常在吃早餐時討論政事而得名），2004年第三屆特區立法會改稱泛聯盟，2008年第四屆立法會改稱專業會議。2012年與經濟動力合併，成立新政黨香港經濟民生聯盟。

## 歷史
早餐派以往一直被指盲目支持政府政策，其成員陳智思、呂明華、石禮謙及何鍾泰，連同首次晉身立法會的劉秀成決定重組該組織，並改稱「泛聯盟」，務求掃除早餐派以往的「保皇黨」形象，以及爭取在立法會取得「關鍵少數」的作用。
2008年香港立法會選舉時，工業界（第二）的呂明華和保險界的陳智思不角逐連任，而其他三名成員則成功角逐連任。2008年9月起，泛聯盟在三名原有成員中，加入循九龍西直選首次進入議會的梁美芬，並改組為專業會議。專業會議秘書長是石禮謙。
專業會議在立法會不是一個政黨，成員都是無黨派背景。組織只是某幾位議員在政見上的一個結盟，而對各議員的投票意向均沒有約束力。
專業會議議員雖然表明他們不是建制派，也不是泛民主派，會站在香港整體利益的立場審議各項政策。不過，其政治立場其實都是親政府，因此在香港政治光譜中劃成建制派。而自從成員陳智思獲政府委任為行政會議成員後，泛聯盟全力支持政府施政，而對政府政策亦甚少投反對票。
2012年，專業會議在立法會由四席變成兩席（石禮謙、梁美芬），之後兩個更加入香港經濟民生聯盟。
同時前成員吳亮星重組新的專業會議，最後廖長江同姚思榮加入，三人都有中資背景。

## 立法會議員
| 議席       | 界別                   | 姓名     | 1998-2000 | 2000-2004 | 2004-2008 | 2008-2012 | 2012-2016 | 備註             |
| ---------- | ---------------------- | -------- | --------- | --------- | --------- | --------- | --------- | ---------------- |
| 地方選區   | 九龍西                 | 梁美芬   |           |           |           | →         |           | 2012年加入經民聯 |
| 功能界別   | 工程界                 | 何鍾泰   |           |           |           |           |           |                  |
| 功能界別   | 保險界                 | 陳智思   |           |           |           |           |           |                  |
| 功能界別   | 會計界                 | 李家祥   |           |           |           |           |           |                  |
| 功能界別   | 醫學界                 | 梁智鴻   |           |           |           |           |           |                  |
| 功能界別   | 醫學界                 | 勞永樂   |           |           |           |           |           |                  |
| 功能界別   | 建築、測量及都市規劃界 | 劉炳章   |           |           |           |           |           |                  |
| 功能界別   | 建築、測量及都市規劃界 | 劉秀成   |           |           | →         |           |           |                  |
| 功能界別   | 地產及建築界           | 石禮謙   |           |           |           |           |           | 2012年加入經民聯 |
| 功能界別   | 旅遊界                 | 姚思榮   |           |           |           |           |           |                  |
| 功能界別   | 工業界（第二）         | 呂明華   |           |           |           |           |           |                  |
| 功能界別   | 商界（第二）           | 廖長江   |           |           |           |           |           |                  |
| 功能界別   | 金融界                 | 吳亮星   |           |           |           |           |           |                  |
| 選舉委員會 | 選舉委員會             | 吳亮星   |           |           | －        | －        | －        |                  |
| 所得議席   | 所得議席               | 所得議席 | 6         | 8         | 4→5       | 3→4       | 3         |                  |